# 페터 니마이어
페터 니마이어 (Peter Niemeyer, 1983년 11월 22일, 회어슈텔 ~) 은 독일의 전 축구 선수로, 현역 시절 수비형 미드필더로 활약했다. 수비형 미드필더외에도 그는 센터백으로도 뛰었다.

## 클럽 경력
니마이어는 독일 태생이지만, 그가 프로 데뷔를 한 곳은 네덜란드의 에레디비시에 속한 FC 트벤터였다. 2007년 1월 중반, 그는 독일 분데스리가의 SV 베르더 브레멘으로 이적하였고, 첫 시즌에 1군 3경기에 출장하였다.
2007년 9월 29일, 니마이어는 8-1 승을 거둔 아르미니아 빌레펠트 전에 출장하여, 경기의 선제골로 분데스리가 첫골을 기록하였다. 그러나 경기 시작 33분만에 그는 다리를 절뚝거렸다.
2008-09 시즌, 니마이어는 시즌 최다인 25번의 공식 경기에 출장하였다. 이 중 5경기는 UEFA 컵 경기로, 브레멘은 FC 샤흐타르 도네츠크와 결승전을 치루었다. 이 경기에서 그는 선발로 출장하였지만, 팀의 1-2 연장전 패배를 막기에는 역부족이었다.
2010년 8월 9일, 니마이어는 2009-10 시즌 이후 2 분데스리가로 강등된 헤르타 BSC 베를린으로 임대되었다. 10월 4일, TV로 생중계된 알레마니아 아헨전에서, 2 분데스리가의 최초의 여성 주심 비비나 슈타인하우스에게 어깨를 두드리려고 하였으나, 실수로 그녀의 왼쪽 가슴을 쓸어내렸다. 운이 좋게도 그는 어떠한 징계도 받지 않았다.

## 수상
SV 베르더 브레멘
- DFB-포칼: 2008-09
- UEFA 컵 준우승: 2008-09